# كانيمخ
كانيمخ هي مدينة ومركز مقاطعة كانيمخ في ولاية نواوي في أوزبكستان.